# Commissione mondiale sulle aree protette
La Commissione mondiale sulle aree protette, nota anche con l'acronimo WCPA (World Commission on Protected Areas), è una delle sei commissioni dell'Unione Internazionale per la Conservazione della Natura (IUCN).
L'obiettivo di questa missione è quello di promuovere la creazione e la efficace gestione di una rete mondiale delle aree protette terrestri e marine. È composta da 1300 membri provenienti da oltre 140 paesi ed è coordinata da uno steering committee centrale.

## Categorie IUCN per le aree protette
La  WCPA ha sviluppato e definito le seguenti categorie internazionali per le Aree Protette:
- Categoria Ia - Riserve naturali integrali (Strict Nature Reserve)
- Categoria Ib - Aree incontaminate (Wilderness Area)
- Categoria II - Parchi nazionali (National Park)
- Categoria III - Monumenti naturali (Natural Monument)
- Categoria IV - Aree di conservazione di specie e habitat (Habitat/Species Management Area)
- Categoria V - Paesaggi terrestri e aree marine protetti (Protected Landscape/Seascape)
- Categoria VI - Aree per la gestione sostenibile delle risorse (Managed Resource Protected Area)